# U Drive Me Crazy
U Drive Me Crazy è un singolo della boy band statunitense NSYNC, pubblicato il 27 settembre 1998 come sesto estratto dal loro primo album in studio *NSYNC e come primo dal loro terzo album The Winter Album.

## Tracce
CD Maxi
1. U Drive Me Crazy (Radio Edit) – 3:34
2. U Drive Me Crazy (Extended Version) – 4:40
3. U Drive Me Crazy (2-4 Family 7") – 3:24
4. U Drive Me Crazy (Trime'n DELgado 12") – 5:33

## Classifiche
| Classifica (1998) | Posizione massima |
| ----------------- | ----------------- |
| Germania          | 30                |
| Svizzera          | 29                |